# Chaetogaster langi
Chaetogaster langi é uma espécie de anelídeo pertencente à família Tubificidae.
A autoridade científica da espécie é Bretscher, tendo sido descrita no ano de 1896.
Trata-se de uma espécie presente no território português, incluindo a sua zona económica exclusiva.